# Servando Teresa de Mier
Servando Teresa de Mier   (Monterrey, 18 d'octubre de 1763 - Ciutat de Mèxic, 3 de desembre de 1827) va ser un frare dominic, sacerdot liberal i escriptor de nombrosos tractats sobre filosofia política en el context de la Independència de Mèxic. El primer president de Mèxic, Guadalupe Victoria, el va convidar a viure amb ell al Palau Nacional. El seu nom està escrit en lletres d'or al frontispici de la Cambra de Diputats de Mèxic.

## Biografia
A l'edat de 16 anys, Servando Teresa de Mier va ingressar a l'orde dels Predicadors a la Ciutat de Mèxic. Va estudiar filosofia al Col·legi Pontifici de Regina Porta Cœli, dels dominics, on es va ordenar sacerdot. A l'edat de 27 anys es va doctorar en teologia per la Reial i Pontifícia Universitat de Mèxic.
En una de les seves cartes, va declarar que la celebració original dedicada a la verge de Guadalupe era el 8 de setembre del calendari julià (18 de setembre del calendari gregorià), però que els espanyols la celebren el 12 de desembre.
El 12 de desembre de 1794, durant les festes de l'aniversari número 263 de la manifestació mariana de la verge de Guadalupe, en presència del virrei Miguel de la Grúa Talamanca, de l'arquebisbe Alonso Nuñez de Haro y Peralta i de diversos membres de la reial audiència de Nova Espanya, va afirmar en un sermó que el culte a Nostra Senyora de Guadalupe era prehispànic, igual que el cristianisme i, per tant, no hi havia motius pels quals agrair res al regne d'Espanya, ja que l'Imperi asteca era ja cristià abans de 1519. Una setmana després d'haver pronunciat el sermó, l'arquebisbe Alonso Núñez de Haro (qui en paraules de Mier «sentia aversió per tot allò crioll») el va acusar d'heretgia i blasfèmia davant la Inquisició espanyola, per la qual cosa se'l va excomunicar, empresonar, desposseir dels seus llibres i va ser condemnat a deu anys d'exili a Espanya. Va intentar disculpar-se, però va ser en va, fet que li va ocasionar l'abandonament dels seus familiars i amics, i després es va promulgar un edicte de condemna pública que va ser llegit a tot el virregnat de Nova Espanya menys a Nuevo León, on el bisbe era amic seu. Després de passar dos mesos a la fortalesa de San Juan de Ulúa, el 7 de juny de 1795 va embarcar a Veracruz rumb a Cadis.
Com a càstig per haver pronunciat el sermó, l'arquebisbe Alonso Núñez de Haro va condemnar Mier a deu anys d'exili al convent dominic de Las Caldas, a Cantàbria. A més, se li va prohibir a perpetuïtat l'exercici de l'ensenyament, l'enunciació de sermons o la realització de confessions. Igualment, va ser desposseït del seu grau de doctor.
Va escapar del convent de Las Caldas trencant els barrots de la cel·la amb martell i cisell, però va ser capturat i va ser empresonat de nou. Aquesta vegada va ser confinat al convent de San Francisco, a Burgos. A la seva nova presó se li van concedir més llibertats, per la qual cosa va poder presentar el seu cas al Consell d'Índies. La tesi del seu sermó va ser revisada per teòlegs de la Inquisició, que van determinar que no hi va haver blasfèmia ni heretgia. No obstant això, les influències exercides pel bisbe Alonso Nuñez de Haro van impedir la seva absolució i el 1801 es va escapar i es va refugiar primer a Baiona, després a Bordeus i finalment a París. En aquesta ciutat es va mantenir treballant com a intèrpret del potentat peruà José Sarea, comte de Gijón.
Juntament amb Simón Rodríguez, antic tutor de Simón Bolívar, Mier va obrir una acadèmia a París per a l'ensenyament de la llengua espanyola i va traduir al castellà Atala, de François-René de Chateaubriand. Mier també va escriure una dissertació contra Constantin François de Chasseboeuf. A París va conèixer Lucas Alamán i Alexandre von Humboldt. El 1802 va deixar l'orde dominic i es va passar al clergat secular a Roma.
Quan va tornar a Madrid va ser capturat per tercera vegada a causa d'una sàtira en suport a la causa independentista mexicana. Va ser enviat a un reformatori a Sevilla, del qual va escapar el 1804. Novament va ser arrestat i condemnat a una pena de tres anys. Aleshores el Papa el va nomenar el seu prelat particular, perquè havia convertit dos rabins al catolicisme.
En plena guerra entre França i Espanya, Mier, que es trobava a Lisboa, va tornar a la península com a militar del cos de voluntaris de València. Es va presentar a nombroses batalles, entre altres a la batalla d'Alcanyís, el 23 de maig de 1809, en la qual va compondre unes famoses estrofes en honor a Ferran VII. Va ser fet presoner a Belchite per l'exèrcit francès, però va poder escapar novament. Es va presentar davant del general Blake, que el va recomanar a la Junta de Sevilla pels seus serveis. La Junta Suprema Central li va proporcionar una pensió de tres mil pesos anuals, va assistir a algunes sessions de les Corts de Cadis i, posteriorment, es va traslladar a Londres, on va col·laborar amb José María Blanco White a El Español, un diari que donava suport als moviments independentistes en els dominis espanyols a Amèrica. Més endavant, a les seves Memorias, Mier escriuria que la seva participació a les Corts de Cadis li va permetre adonar-se de la imperant necessitat d'obtenir la independència absoluta d'Amèrica.

## De tornada a Nova Espanya
A Cadis va rebre una invitació de José de Iturrigaray per anar a viure a Londres. Allí l'antic virrei li va encarregar d'escriure una obra històrica sobre la revolució a la Nova Espanya. Iturrigaray volia que l'obra fos una apologia a la seva persona, per a convèncer el rei que ell era la persona ideal per sufocar-hi la revolta. Així Mier va redactar Historia de la revolución de Nueva España, Antiguamente Anáhuac o Verdadero origen y causas de ella con sus progresos hasta el presente año de 1813. A Londres va conèixer el revolucionari Francisco Javier Mina i va decidir a acompanyar-lo en una expedició a Nova Espanya per a lluitar per la independència del virregnat. Van partir rumb a Amèrica el 15 de maig de 1816 i van desembarcar a Baltimore per a prendre contacte amb els insurgents hispanoamericans allí establerts.
Va acompanyar Mina a Nova York i Filadèlfia, i fracassat el seu intent d'avançar-se per avisar al general Guadalupe Victoria de l'arribada de l'expedició, es va retrobar amb Mina a Galveston. L'expedició que manava Mina, una vegada acabades les turbulències hivernals del golf de Mèxic, va desembarcar a Soto la Marina el 21 d'abril de 1817. Mentre Mina s'internava a la recerca dels insurgents, Mier va romandre en un fort construït al poble, a prop de la platja. Amb la captura dels insurgents al fort de Soto la Marina el 13 de juny de 1817, va ser pres novament, en aquesta ocasió per exèrcit reialista. Va ser enviat a la Fortalesa de San Carlos de Perote i després a la presó de la Inquisició de la Ciutat de Mèxic, on va escriure part de les seves Memorias i finalment es va traslladar a l'Havana el 1820. Escapant per sisena ocasió, es va refugiar a Filadèlfia, on va romandre fins a la consumació de la independència de Mèxic el 27 de setembre de 1821.
Al febrer de 1822 va tornar a Mèxic arribant al port de Veracruz, però novament va ser fet presoner i enviat al castell de San Juan de Ulúa, sota el control dels espanyols. Posteriorment, va ser diputat al primer congrés mexicà per l'estat de Nuevo León. Sempre es va oposar a la formació d'un Imperi Mexicà amb Agustí de Iturbide al capdavant, fet que li va valer la presó per enèsima vegada. Escapà per última vegada l'1 de gener de 1823, en aquesta ocasió del convent de Santo Domingo.
Servando Teresa de Mier va ser elegit diputat al segon Congrés Constituent. El 13 de desembre de 1823 va pronunciar el seu famós Discurso de las profecías en què es manifestava a favor duna república federal moderada: cada país és i ha estat una federació diferent, per tant hi ha més d'una manera de federar-se. El veritable repte per al govern serà decidir quina és la federació convenient per a Mèxic. La manca d'educació i cultura, a més de l'estat de guerra, són condicions que impliquen la necessitat d'unió per a Mier. En gran part del discurs es comparen les circumstàncies en què es trobava Mèxic amb les que van tenir els Estats Units d'Amèrica (EUA) abans de federar-se. D'una banda, ells eren estats separats i independents, per la qual cosa la seva federació va significar un acte d'unió contra la Gran Bretanya. En el cas de Mèxic, ja existia unió entre els estats, per la qual cosa federar-se significaria dividir-se. A més, Mier es basa en l'experiència de Veneçuela, Perú i Colòmbia (que van intentar adoptar la mateixa federació laxa dels EUA) per a sustentar la idea que no és convenient implementar una federació d'aquest tipus en un estat tan prematur com al que es trobava el país. És absurd intentar assolir la perfecció social amb un sol pas, fet que va conduir els països ja esmentats al desastre i fins i tot a acabar per centralitzar-se.